# Scherz
Scherz (toponimo tedesco) è una frazione di 652 abitanti del comune svizzero di Lupfig, nel Canton Argovia (distretto di Brugg).

## Storia

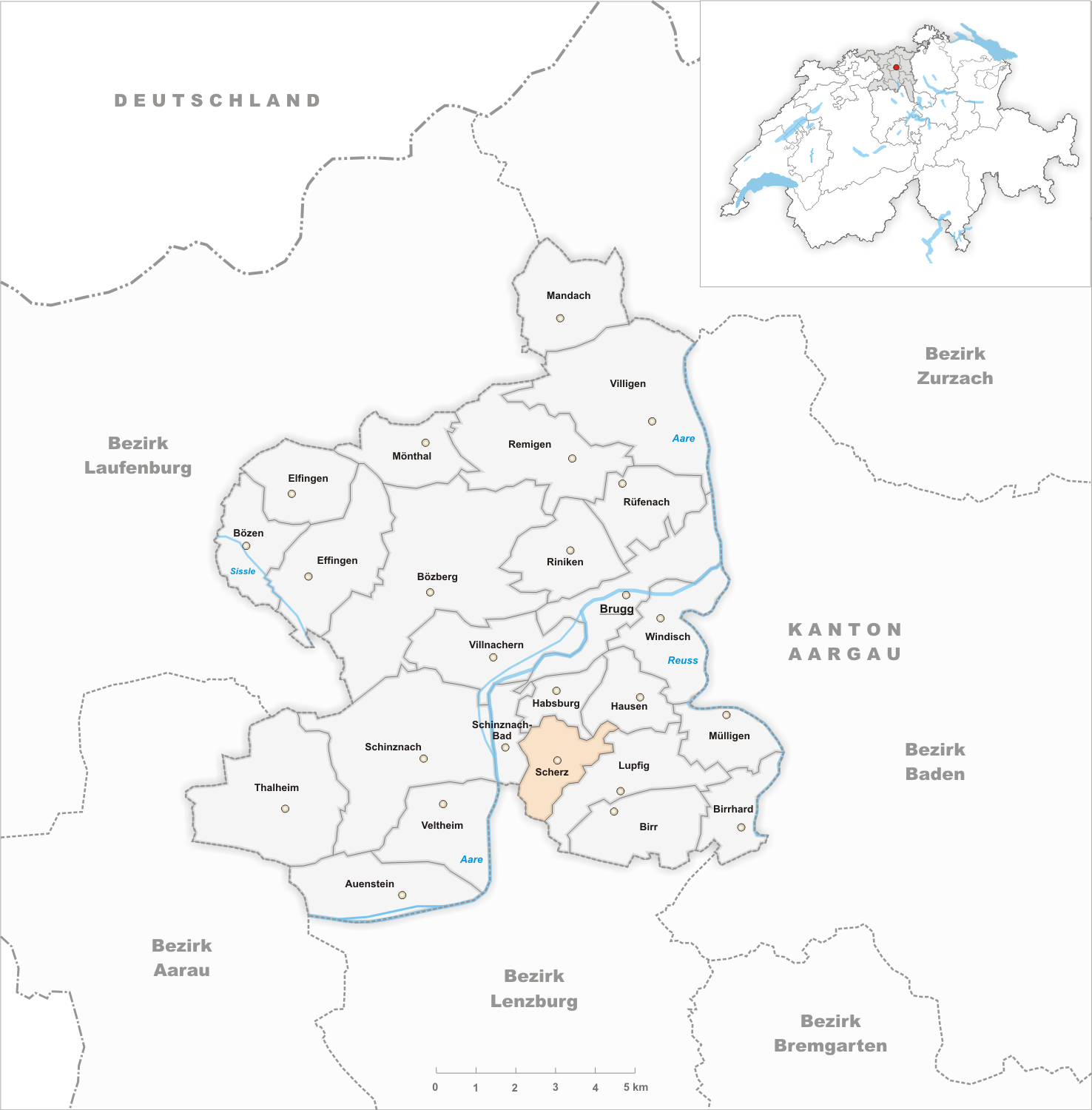
Il territorio del comune di Scherz prima degli accorpamenti comunali del 2018

Già comune autonomo, nel 2018 è stato aggregato al comune di Lupfig.

## Società

### Evoluzione demografica
L'evoluzione demografica è riportata nella seguente tabella:
Abitanti censiti

## Amministrazione
Ogni famiglia originaria del luogo fa parte del cosiddetto comune patriziale e ha la responsabilità della manutenzione di ogni bene ricadente all'interno dei confini del comune.